# Tobi Neumann
Tobias Neumann (* 19. Juli 1965) ist ein deutscher Filmkomponist, House-DJ und Produzent im Bereich Elektronischer Musik.

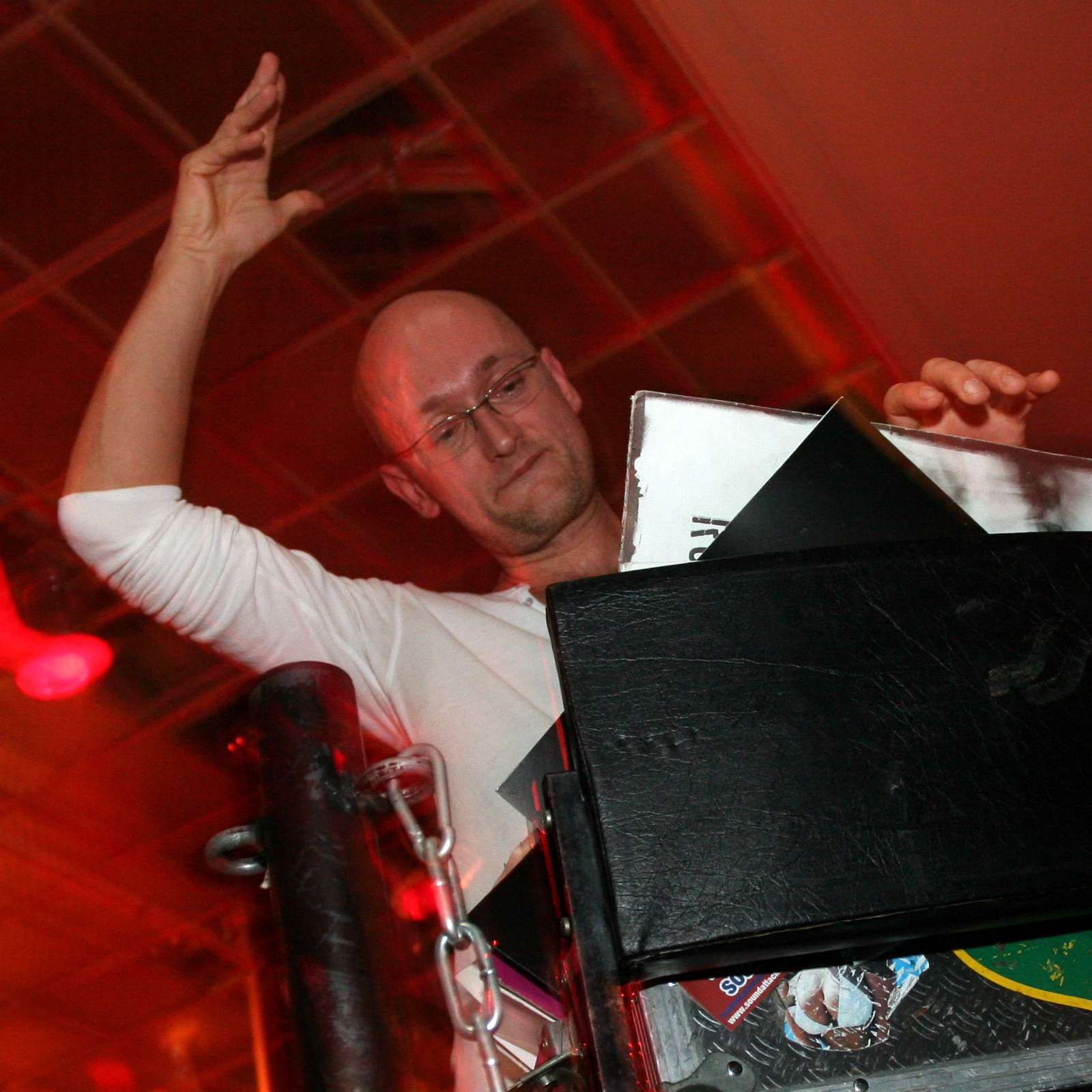
House-DJ Tobi Neumann

## Leben
Als DJ ist er regelmäßig auf der Loveparade, auf Sonne Mond und Sterne, als Resident-DJ im Frankfurter Monza Club, in verschiedenen Radio-Clubnächten und auf Veranstaltungen mit Sven Väth vertreten. Seine Diskografie von 1999 bis 2003 zählt 46 Beteiligungen an Veröffentlichungen. Partner waren dabei Jazzanova, Die Raketen, Dakar & Grinser, Sven Väth, Golden Boy und weitere. Die Schwerpunkte seiner DJ-Sets umfassen die Musikstile Minimal House, Style House, Deep House, Tech House und Funk House. Tobi Neumanns Sets füllen in der Regel die gesamte Clubnacht und dauern vier Stunden und länger. Trotz Umzugs nach Berlin ist er bis heute noch einer der Resident DJs im Flokati.
In der Zeit von 1988 bis 1995 war Neumann Toningenieur im Fernsehwesen, Produzent für klassische Musik und Komponist für Filmmusik und Werbejingles. Die Loveparade 1995 und Besuche im Münchner Club Ultraschall brachten ihn in Kontakt zum DJing. 1997 war er Resident-DJ der Muffathalle in München. 1998 folgte zusammen mit Marcus Kanzler die Gründung der Münchner Veranstaltungsreihe Flokati, ein regelmäßiger House-Abend im Grünen Raum des Ultraschall II. Dadurch ergab sich die Bekanntschaft mit dem Frauen-Trio, das später als Chicks on Speed bekannt wurde. Zusammen mit diesem Trio absolvierte er Live-Auftritte als Gitarrist und machte Produktionen mit ihnen. Seine Bearbeitung des Malaria!-„Klassikers“ Kaltes klares Wasser, interpretiert von Chicks on Speed, schaffte es 2001 von Null auf 16 in die deutschen Charts. In diesem Zusammenhang kam er auch mit den Bananafishbones in Kontakt und produzierte für die Band. Der von Neumann produzierte Titel Come to Sin der Bananafishbones schaffte es 1998 in die Top 20 der deutschen Charts.
1999 folgten weitere Musikproduktionen für Filme und Werbemusiker, nationale und internationale Auftritte als House DJ, Produktionen für Bananafishbones, Chicks on Speed, DJ Hell, für das Münchner Label Disko B und Andere. Im selben Jahr kamen die ersten Kontakte mit Sven Väth zustande. Tobi Neumann legte schließlich auf Sven Väths Millennium Silvesterparty (1999/2000) in Thailand auf. Es folgten weitere Produktionen mit verschiedenen Künstlern, weitere Auftritte als DJ und die Gründung des Produzententeams Glove, zusammen mit Thies Mythner.
2001 zog Tobi Neumann nach Berlin um, wo er mit den Produzentenkollegen und DJs von Märtini Brös ein Tonstudio betrieb. 2002 produzierte er das zweite Chicks on Speed Album, das erste Solo-Album von Miss Kittin, produzierte für WestBam und Andere. Als DJ gab er Auftritte auf der Mayday, der Loveparade, der Sonar Barcelona, der Street Parade Zürich, der WMC 2002 Miami und seit 2003 auch auf Sonne Mond und Sterne. Bis 2010 gab es regelmäßige Sets von ihm im Münchner Flokati, das in der Lokalität des alten Harry Klein Clubs und später in dem inzwischen geschlossenen Electro Club The Garden veranstaltet wurde.
Als Remixer war er unter anderem tätig für DJ Hell, Patrick Pulsinger, Egoexpress und 2raumwohnung.

## Diskografie
Beteiligung an:
| Interpret                        | Album / Titel                          | Label / Plattenfirma            | Jahr |
| -------------------------------- | -------------------------------------- | ------------------------------- | ---- |
| Mit Peter Horn (Bananafishbones) | Wolpodzilla (soundtrack)               | Virgin Germany                  | 1994 |
| Bananafishbones                  | Grey Test Hits                         | Polydor                         | 1995 |
| Bananafishbones                  | Horsegone                              | Polydor                         | 1996 |
| Bananafishbones                  | Live&Unplugged                         | Polydor                         | 1997 |
| Chicks on Speed                  | Warm Leatherette                       | C.O.S. Records                  | 1998 |
| Chicks on Speed                  | Euro Trash Girl                        | C.O.S. Records / Emperor Norton | 1998 |
| Bananafishbones                  | Viva Conputa                           | Polydor                         | 1998 |
| Bananafishbones                  | Come to Sin                            | Polydor                         | 1998 |
| Stella                           | OK Tomorrow I’ll Be Perfect            | Ladomat 2000                    | 1998 |
| Patrick Pulsinger                | TBA                                    | Cheap Records                   | 1999 |
| Chicks on Speed                  | Night of The Pedestrians               | Virgin                          | 1999 |
| Mit Martin Probst                | Der Voyeur (soundtrack)                | Raid Records / Edel             | 1999 |
| Die Sterne                       | Das Bisschen Besser                    | Sony Music                      | 1999 |
| Chicks on Speed                  | We don’t play Guitars                  | Virgin                          | 2000 |
| Chicks on Speed                  | C.O.S. Will Save Us All                | C.O.S. Records                  | 2000 |
| Bananafishbones                  | My Private Rainbow                     | Polydor                         | 2000 |
| Egoexpress                       | Here Comes The Night                   | Ladomat 2000                    | 2000 |
| Gry                              | Rocket                                 | Disko C                         | 2000 |
| Mit Martin Probst                | Fußball ist unser Leben (soundtrack)   | BMG                             | 2000 |
| Kamery Steward                   | Indigo Blue Wall                       | BMG                             | 2001 |
| Glove                            | Drogenkontrolle                        | Cocoon Records                  | 2001 |
| Chicks on Speed                  | Kaltes klares Wasser                   | Monika Enterprise / Superstar   | 2001 |
| Dakar & Grinser                  | Stay with Me                           | Disko B / Virgin                | 2001 |
| 2raumwohnung                     | Sexy Girl                              | Goldrush / BMG                  | 2001 |
| Glove feat. Catriona Shaw        | My Real Lover                          | BMG                             | 2001 |
| Mit Martin Probst                | Mädchen, Mädchen (soundtrack)          | BMG                             | 2001 |
| Ladytron                         | Playgirl                               | V2                              | 2001 |
| Human League                     | All I Ever Wanted                      | For Discos Only                 | 2001 |
| Tobi Neumann                     | Footsteps                              | Marlborough Music               | 2001 |
| Sieg über die Sonne              | You’ll Never Come Back                 | Multicolor                      | 2002 |
| Khia                             | My Neck, My Back (Lick It)             | Sony UK                         | 2002 |
| Strum Dump                       | Strum Dump                             | Superstar                       | 2002 |
| Peaches                          | Set It Off                             | Kitty Yo / Sony UK              | 2002 |
| Phantom Gost                     | Electronic Alcatraz                    | Ladomat 2000                    | 2002 |
| Golden Boy with Miss Kittin      | Rippin Kittin                          | Ladomat 2000 / Illustrious      | 2002 |
| WestBam                          | Recognize                              | Low Spirit                      | 2002 |
| Sven Väth                        | Mind Games                             | Low Spirit                      | 2002 |
| Die Raketen                      | Tokyo, Tokyo                           | Low Spirit                      | 2002 |
| Chicks on Speed                  | 99 Cents                               | Chick on Speed Records & Major  | 2003 |
| Miss Kittin                      | Professional Distortion                | Label France                    | 2003 |
| Glove                            | Wunderbar                              | Playhouse                       | 2003 |
| Irfane                           | Just a Little Lovin                    | Sonar Kollektiv / Jazzanova     | 2003 |
| Mit Martin Probst                | Tatort: Das letzte Rennen (soundtrack) | Hessischer Rundfunk             | 2006 |